# Marcial del Adalid
Marcial del Adalid (né à La Corogne le 24 août 1826 et décédé à Lóngora, La Corogne, le 16 octobre 1881) est un compositeur espagnol.

## Biographie
Marcial del Adalid entreprend ses études musicales dans sa ville natale où il commence déjà à composer. En 1844, il se rend à Paris avec l'intention de prendre des leçons auprès de Chopin, mais sans succès. Il gagne alors Londres où, de 1844 à 1849, il étudie avec Ignaz Moscheles. Revenu à Paris, il semble qu'il ait reçu des conseils de Liszt. De retour en Espagne, il vit quelques années à Madrid. Après un voyage à Paris où il essaie en vain de faire représenter son opéra Inese e Bianca, il se retire dans son palais de Lóngora, dans lequel il réside. Il y compose jusqu'à sa mort, restant assez isolé de la vie musicale.

## Œuvres
Son œuvre est principalement composée pour le piano et montre l'influence de Chopin, tout en soulignant son intérêt pour la musique galicienne. Il collecte le folklore galicien pour le Cancionero de Inzenga et dans quelques-unes de ses œuvres pour le piano, il réutilise certains de ces thèmes.

### Opéra
- Inese e Bianca.

### Musique de chambre
- 2 trios.
- Sonate en mi bemol pour violon et piano.

### Piano
- 3 sonates.
- Sonatine en sol major, piano à quatre mains.
- Nocturnes.
- Balades.
- Impromptus.
- Elégies.

### Chansons
- Cantos viejos y nuevos de Galicia (Chants anciens et nouveaux de Galice).
- Cantos populares gallegos (Chants populaires galiciens).